# Európai Filmdíjak 2007
A 20. Európai Filmdíj-átadó ünnepséget (20th European Film Awards), amelyen az előző évben hivatalosan bemutatott, az Európai Filmakadémia több mint 1800 tagjának szavazata alapján legjobbnak ítélt európai alkotásokat részesítették elismerésben, 2007. december 1-jén tartották meg a berlini Treptow Arena rendezvényközpontban. Az ünnepség ceremóniamesterének Jan Josef Liefers német színészt, rendezőt, zenészt, valamint Emmanuelle Béart francia színésznőt kérték fel.
2007-ben újból változott a filmek megjelenéséhez, látványvilágához hozzájáruló szakterületek képviselőinek értékelési módja: míg az előző években csupán a legjobb látványtervezőt díjazták, ez évben az elismerést ismét kiterjesztették a vágókra, jelmeztervezőkre és a hangzástervezőkre is, az Európai Filmakadémia kiválóságdíja elnevezéssel. Ez évben jelent meg az Akadémia elnöke és igazgatótanácsa által alkotókat, illetve alkotóközösségeket kivételes jelleggel elismerésben részesítő tiszteletbeli díj, valamint Prix Eurimages elnevezéssel egy új díj a koprodukciós tevékenység elismerésére, az Eurimages szponzorálásával.
Az Európai Filmakadémia 2007. szeptember 4-én hozta nyilvánosságra a díjra számításba vett nagyjátékfilmek 42 alkotásból álló listáját, melyből húszat a legtöbb akadémiai tagot számláló országok javasoltak saját filmjeik közül, huszonhatot pedig az EFA Igazgatótanácsa, meghívott szakértők bevonásával. A korábbi évekkel ellentétben a nagy filmgyártó országok egyikének sem volt háromnál több filmje a mintegy 26 ország filmjeit tartalmazó listán, amely jól mutatta az európai filmművészet változatosságát. A díjra jelöltek listáját az akadémia tagjainak szavazatával állították össze, és november 3-án hirdették ki a Sevillai Európai Filmfesztiválon.
A legtöbb jelölést (hét kategóriában) Stephen Frears A királynő című, a Diana hercegnő halála utáni időszakban II. Erzsébet és Tony Blair miniszterelnök közti politikai viszonyba betekintést nyújtó filmdrámája kapta, melyekből Helen Mirren a legjobb alakításért, Alexandre Desplat pedig a zenéért vehetett át szobrocskát. Négy jelölésből kapott két díjat (legjobb film és rendező) a román Cristian Mungiu 4 hónap, 3 hét, 2 nap című, 2007-es cannes-i Arany Pálma- és FIPRESCI-díjas alkotása. A nagy várakozások és öt, illetve 3 jelölés ellenére sem kapott díjat Kevin Macdonald akciófilmje, Az utolsó skót király, vagy a francia Olivier Dahan drámája, a Piaf.
A díjazásra beválogatott filmek listáján a magyar filmművészetet Ragályi Elemér Nincs kegyelem című, egy tragikus sorsú kisember kálváriáját, az igazságszolgáltatás során történt hibák miatti tragédiáját bemutató, valóságos történetet feldolgozó drámája képviselte. Másik magyar vonatkozású alkotásként ugyanott szerepelt Srđan Golubović A csapda című szerb-német-magyar koprodukcióban készült játékfilmje. A díjátadónak volt még egy magyar vonatkozása: az újonnan alapított Prix Eurimages koprodukciós díjat a magyar származású francia filmproducer, a Les Films du Losange filmgyártó és -forgalmazó cég ügyvezetője, Margaret Ménégoz vehette át.

## Válogatás
1. 4 luni, 3 săptămâni şi 2 zile (4 hónap, 3 hét, 2 nap) – rendező: Cristian Mungiu
2. Alatriste (Alatriste kapitány) – rendező: Agustin Díaz Yanes
3. Alexandra – rendező: Alekszandr Szokurov
4. Auf der anderen Seite (A másik oldalon) – rendező: Fatih Akın
5. Belle toujours (Örök szépség) – rendező: Manoel de Oliveira
6. Bikur Ha-Tizmoret (ביקור התזמורת) (A zenekar látogatása) – rendező: Eran Kolirin
7. Börn – rendező: Ragnar Bragason
8. Dagen zonder lief – rendező: Felix Van Groeningen
9. Das Fräulein (Vénkisasszony) – rendező: Andrea Staka
10. Das Parfum – Die Geschichte eines Mörders (A parfüm: Egy gyilkos története) – rendező: Tom Tykwer
11. Du levande (Te, aki élsz) – rendező: Roy Andersson
12. Eduart – rendező: Angeliki Antoniou
13. Farväl Falkenberg – rendező: Jesper Ganslandt
14. Import Export – rendező: Ulrich Seidl
15. In memoria di me (Emlékezetemre) – rendező: Saverio Costanzo
16. Irina Palm – rendező: Sam Garbarski
17. Izgnanie (Изгнание) – rendező: Andrej Zvjagincev
18. Klopka (A csapda) – rendező: Srđan Golubović
19. Kunsten at græde i kor (A sírás művészete) – rendező: Peter Schoenau Fog
20. La Môme (Piaf) – rendező: Olivier Dahan
21. La noche de los girasoles – rendező: Jorge Sánchez-Cabezudo
22. La sconosciuta (Az ismeretlen) – rendező: Giuseppe Tornatore
23. Ladrones (Tolvajok) – rendező: Jaime Marques
24. Lady Chatterley – rendező: Pascale Ferran
25. Miehen työ (Férfimunka) – rendező: Aleksi Salmenperä
26. Mio fratello è figlio unico (Testvérem egyedüli gyerek) – rendező: Daniele Luchetti
27. Mýrin – rendező: Baltasar Kormakur
28. Nincs kegyelem – rendező: Ragályi Elemér
29. Obarnata elha – rendező: Ivan Cherkelov és Vassil Zhivkov
30. Ober (Pincér) – rendező: Alex Van Warmerdam
31. Obsluhoval jsem anglického krále (Őfelsége pincére voltam) – rendező: Jiří Menzel
32. Once (Egyszer) – rendező: John Carney
33. Persepolis – rendező: Marjane Satrapi és Vincent Paronnaud
34. Plac Zbawiciela (Megváltó tere) – rendező: Joanna Kos-Krauze és Krzysztof Krauze
35. Reprise (Szerzők) – rendező: Joachim Trier
36. The Last King of Scotland (Az utolsó skót király) – rendező: Kevin Macdonald
37. The Queen (A királynő) – rendező: Stephen Frears
38. This is England (Ez itt Anglia) – rendező: Shane Meadows
39. Vier Minuten (4 perc) – rendező: Chris Kraus
40. Vratné lahve (Csereüvegek) – rendező: Jan Svěrák
41. Yumurta (Tojás) – rendező: Semih Kaplanoğlu
42. Zwartboek (Fekete Könyv) – rendező: Paul Verhoeven

## Díjazottak és jelöltek
| „Díjazott” – szürkéskék háttérrel   |
| „Jelölt” – világos szürke háttérrel |

### Legjobb film
| Magyar címe           | Eredeti címe                  | Rendező                            | Ország                                           |
| --------------------- | ----------------------------- | ---------------------------------- | ------------------------------------------------ |
| 4 hónap, 3 hét, 2 nap | 4 luni, 3 săptămâni şi 2 zile | Cristian Mungiu                    | Románia                                          |
| A királynő            | The Queen                     | Stephen Frears                     | Egyesült Királyság · Franciaország · Olaszország |
| A másik oldalon       | Auf der anderen Seite         | Fatih Akın                         | Németország · Törökország                        |
| Az utolsó skót király | The Last King of Scotland     | Kevin Macdonald                    | Egyesült Királyság                               |
| Persepolis            | Persepolis                    | Marjane Satrapi, Vincent Paronnaud | Franciaország                                    |
| Piaf                  | La Môme                       | Olivier Dahan                      | Franciaország · Csehország · Egyesült Királyság  |

### Az év felfedezettje
| Magyar címe                   | Eredeti címe                      | Rendező       | Ország                                                              |
| ----------------------------- | --------------------------------- | ------------- | ------------------------------------------------------------------- |
| A zenekar látogatása          | Bikur Ha-Tizmoret (ביקור התזמורת) | Eran Kolirin  | Izrael · Franciaország · Amerikai Egyesült Államok                  |
| Control                       | Control                           | Anton Corbijn | Egyesült Királyság · Amerikai Egyesült Államok · Ausztrália · Japán |
| Kínzó együttlét               | Gegenüber                         | Jan Bonny     | Németország                                                         |
| Takva – Az istenfélő Muharrem | Takva                             | Özer Kiziltan | Törökország · Németország                                           |

### Európai Filmakadémia kritikusainak díja – FIPRESCI-díj
| Magyar címe | Eredeti címe | Rendező       | Ország                      |
| ----------- | ------------ | ------------- | --------------------------- |
| Szívek      | Cœurs        | Alain Resnais | Franciaország · Olaszország |

### Legjobb dokumentumfilm – Arte díj
| Magyar címe              | Eredeti címe                               | Rendező                | Ország                 |
| ------------------------ | ------------------------------------------ | ---------------------- | ---------------------- |
| –––                      | Le papier ne peut pas envelopper la braise | Rithy Panh             | Franciaország          |
| A határon                | Am Limit                                   | Pepe Danquart          | Németország · Ausztria |
| –––                      | Bialoruski walc                            | Andrzej Fidyk          | Norvégia               |
| Örökkévalóság            | Forever                                    | Heddy Honigmann        | Hollandia              |
| –––                      | Heimatklänge                               | Stefan Schwietert      | Svájc · Németország    |
| Kilenccsillagos szálloda | Malon 9 Kochavim                           | Ido Haar               | Izrael                 |
| –––                      | Meragel Hashampaniya                       | Nadav Schirman         | Izrael · Németország   |
| A kolostor               | The Monastery: Mr. Vig and the Nun         | Pernille Rose Grønkjær | Dánia                  |
| –––                      | Où est l'amour dans la palmeraie?          | Jérôme Le Maire        | Belgium                |
| Válás albán módra        | Razvod Po Albanski                         | Adela Peeva            | Bulgária               |

### Legjobb rendező
| Nyertesek és jelöltek | Magyar címe           | Eredeti címe                  |
| --------------------- | --------------------- | ----------------------------- |
| Cristian Mungiu       | 4 hónap, 3 hét, 2 nap | 4 luni, 3 săptămâni şi 2 zile |
| / Fatih Akın          | A másik oldalon       | Auf der anderen Seite         |
| Roy Andersson         | Te, aki élsz          | Du levande                    |
| Stephen Frears        | A királynő            | The Queen                     |
| Kevin Macdonald       | Az utolsó skót király | The Last King of Scotland     |
| Giuseppe Tornatore    | Az ismeretlen         | La sconosciuta                |

### Legjobb színésznő
| Nyertesek és jelöltek | Magyar címe           | Eredeti címe                  |
| --------------------- | --------------------- | ----------------------------- |
| Helen Mirren          | A királynő            | The Queen                     |
| Marion Cotillard      | Piaf                  | La môme                       |
| Marianne Faithfull    | Irina Palm            | Irina Palm                    |
| Carice van Houten     | Fekete Könyv          | Zwartboek                     |
| Anamaria Marinca      | 4 hónap, 3 hét, 2 nap | 4 luni, 3 saptamani si 2 zile |
| Kszenija Rappoport    | Az ismeretlen         | La sconosciuta                |

### Legjobb színész
| Nyertesek és jelöltek | Magyar címe                            | Eredeti címe                     |
| --------------------- | -------------------------------------- | -------------------------------- |
| Sasson Gabai          | A zenekar látogatása                   | Bikur Ha-Tizmoret                |
| Elio Germano          | Testvérem egyedüli gyerek              | Mio fratello è figlio unico      |
| Miki Manojlović       | Irina Palm                             | Irina Palm                       |
| James McAvoy          | Az utolsó skót király                  | The Last King of Scotland        |
| Michel Piccoli        | Örök szépség                           | Belle Toujours                   |
| Ben Whishaw           | A parfüm: Egy gyilkos története (film) | Perfume: The Story of a Murderer |

### Legjobb forgatókönyvíró
| Nyertesek és jelöltek | Magyar címe           | Eredeti címe                      |
| --------------------- | --------------------- | --------------------------------- |
| / Fatih Akın          | A másik oldalon       | Auf der anderen Seite             |
| Eran Kolirin          | A zenekar látogatása  | Bikur Ha-Tizmoret (ביקור התזמורת) |
| Peter Morgan          | A királynő            | The Queen                         |
| Cristian Mungiu       | 4 hónap, 3 hét, 2 nap | 4 luni, 3 săptămâni și 2 zile     |

### Legjobb operatőr
| Nyertesek és jelöltek | Magyar címe                     | Eredeti címe                             |
| --------------------- | ------------------------------- | ---------------------------------------- |
| Frank Griebe          | A parfüm: Egy gyilkos története | Das Parfüm: Die Geschichte eines Mörders |
| Anthony Dod Mantle    | Az utolsó skót király           | The Last King of Scotland                |
| Mihail Kricsman       | –––                             | Izgnanie (Изгнание)                      |
| Fabio Zamarion        | Az ismeretlen                   | La sconosciuta                           |

### Legjobb zeneszerző
| Nyertesek és jelöltek                  | Magyar címe                     | Eredeti címe                     |
| -------------------------------------- | ------------------------------- | -------------------------------- |
| Alexandre Desplat                      | A királynő                      | The Queen                        |
| Alex Heffes                            | Az utolsó skót király           | The Last King of Scotland        |
| Dejan Pejović                          | Guca! (Trombitaverseny)         | Guča!                            |
| Tom Tykwer Johnny Klimek Reinhold Heil | A parfüm: Egy gyilkos története | Perfume: The Story of a Murderer |

### Európai Filmakadémia kiválóságdíja
| Nyertesek és jelöltek                             | Foglalkozás     | Magyar címe                     | Eredeti címe                             |
| ------------------------------------------------- | --------------- | ------------------------------- | ---------------------------------------- |
| Uli Hanisch                                       | látványtervező  | A parfüm: Egy gyilkos története | Das Parfüm: Die Geschichte eines Mörders |
| Annette Focks Jörg Höhne Robin Pohle Andreas Ruft | hangzástervezők | Négy perc                       | Vier Minuten                             |
| Didier Lavergne                                   | sminkes         | Piaf                            | La môme                                  |
| Francesca Sartori                                 | jelmeztervező   | Alatriste kapitány              | Alatriste                                |
| Lucia Zucchetti                                   | vágó            | A királynő                      | The Queen                                |

### Prix Eurimages
| Díjazott         | Foglalkozás  | Ország                       |
| ---------------- | ------------ | ---------------------------- |
| Margaret Ménégoz | filmproducer | Franciaország / Magyarország |
| Veit Heiduschka  | filmproducer | Ausztria                     |

### Legjobb európai teljesítmény a világ filmművészetében – Screen International-díj
| Díjazott         | Foglalkozás | Ország      |
| ---------------- | ----------- | ----------- |
| Michael Ballhaus | operatőr    | Németország |

### Az Európai Filmakadémia életműdíja
| Díjazott        | Foglalkozás                  | Ország        |
| --------------- | ---------------------------- | ------------- |
| Jean-Luc Godard | filmrendező, forgatókönyvíró | Franciaország |

### Tiszteletbeli díj
| Díjazott           | Foglalkozás | Indokolás                                                   |
| ------------------ | ----------- | ----------------------------------------------------------- |
| Manoel de Oliveira | filmrendező | Az Európai Filmdíj alapításának 20. évfordulója alkalmából. |

### Közönségdíj
| Magyar címe                     | Eredeti címe                     | Rendező            | Ország                                                 |
| ------------------------------- | -------------------------------- | ------------------ | ------------------------------------------------------ |
| Az ismeretlen                   | La sconosciuta                   | Giuseppe Tornatore | Olaszország                                            |
| 2 nap Párizsban                 | 2 Days in Paris                  | Julie Delpy        | Franciaország · Németország                            |
| A királynő                      | The Queen                        | Stephen Frears     | Egyesült Királyság                                     |
| Alatriste kapitány              | Alatriste                        | Agustín Díaz Yanes | Spanyolország                                          |
| A parfüm: Egy gyilkos története | Perfume: The Story of a Murderer | Tom Tykwer         | Németország · Spanyolország · Franciaország            |
| Az utolsó skót király           | The Last King of Scotland        | Kevin Macdonald    | Egyesült Királyság · Németország                       |
| Fekete Könyv                    | Zwartboek                        | Paul Verhoeven     | Hollandia · Németország · Egyesült Királyság · Belgium |
| Forradalmárok                   | A fost sau n-a fost?             | Corneliu Porumboiu | Románia                                                |
| Őfelsége pincére voltam         | Obsluhoval jsem anglického krále | Jiří Menzel        | ,                                                      |
| Piaf (film)                     | La môme                          | Olivier Dahan      | Franciaország · Kanada                                 |
| Szerzők                         | Reprise                          | Joachim Trier      | Norvégia                                               |

### Legjobb rövidfilm
| Címe                            | Rendező                 | Ország             | Jelölő fesztivál        |
| ------------------------------- | ----------------------- | ------------------ | ----------------------- |
| Lightborne                      | Eduardo Chapero-Jackson | Spanyolország      | UIP díj – Velence       |
| Amin                            | David Dusa              | Franciaország      | UIP díj – Rotterdam     |
| Apa (Dad)                       | Daniel Mulloy           | Egyesült Királyság | UIP díj – Krakkó        |
| Dreams and Desires: Family Ties | Joanna Quinn            | Egyesült Királyság | UIP díj – Tampere       |
| Kiigazítás (Adjustment)         | Ian Mackinnon           | Egyesült Királyság | UIP díj – Angers        |
| Kvíz (Quiz)                     | Renaud Callebaut        | Portugália         | UIP díj – Gent          |
| Le dîner                        | Cécile Vernant          | Franciaország      | UIP díj – Valladolid    |
| Plot Point                      | Nicolas Provost         | Belgium            | UIP díj – Vila do Conde |
| Rotten Apple                    | Ralitza Petrova         | Egyesült Királyság | UIP díj – Berlin        |
| Salvador                        | Abdelatif Hwidar        | Svájc              | UIP díj – Drama         |
| Soft                            | Simon Ellis             | Egyesült Királyság | UIP díj – Szarajevó     |
| Tokyo Jim                       | Jamie Rafn              | Egyesült Királyság | UIP díj – Edinburgh     |
| Tommy                           | Ole Giæver              | Norvégia           | UIP díj – Grimstad      |